# Henri de Bornier
Henri de Bornier (25. prosince 1825 Lunel, Hérault – 28. ledna 1901 Paříž) byl francouzský dramatik, básník a divadelní kritik.

## Život
Jeho rodina pocházela z Aimargues. Po studiu v seminářích v Saint-Pons-de-Thomières, Montpellieru a Versailles přišel v roce 1845 do Paříže neúspěšně studovat právo. Ve stejném roce publikoval svou první sbírku Les Premieres Feuilles a v divadle Comédie-Française byla uvedena jeho divadelní hra Le Manage de Luther.
Následně se stal knihovníkem v Bibliothèque de l'Arsenal a pracoval zde přibližně 50 let. Nejdřív byl pomocným, pak řádným knihovníkem, později kurátorem a v roce 1889 se stal jejím ředitelem. V roce 1875 Comédie-Française uvedlo jeho veršované hrdinské drama La Fille de Roland. Tato hra dosáhla velkého úspěchu a díky ní si vysloužil srovnání s Corneillem.
Napsal velké množství dalších děl, z nichž k nejvýznamnějším patří například Dmitri (1876), libreto k opeře Victorina de Joncières a veršovaná dramata Les Noces d'Attila (1880) a Mahomet (1888). Uvedení Mahometa bylo z politických příčin zakázáno.
V letech 1879–1887 působil jako kritik v listu Nouvelle Revue. Roku 1893 byl přijat do Francouzské akademie a o rok později bylo vydáno jeho souborné básnické dílo. Zemřel v roce 1901.

## Dílo
Divadlo
- Dante et Béatrix (1853), veršované drama o pěti dějstvích
- La Fille de Roland (1875), veršované drama o čtyřech dějstvích
- Dimitri (1876), opera o pěti dějstvích
- Les Noces d'Attila (1880), veršované drama o čtyřech dějstvích
- L'Apôtre (1881), veršované drama o třech dějstvích
- Agamemnon (1886), veršované jednoaktové drama
- Mahomet (1890), veršované drama o pěti dějstvích

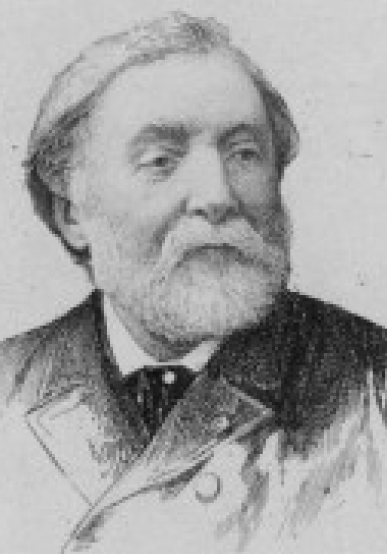
Henry de Bornier

- Henry de BornierLe Fils de l'Arétin (1895), veršované drama o čtyřech dějstvích
- France… d'abord (1899), veršované drama o čtyřech dějstvích
- Œuvres choisies (1913)

Romány
- Comment on devient beau (1861)
- Comment on devient belle (1862)
- Le Fils de la terre (1864)
- La Lizardière, roman contemporain (3 svazky, 1883–1925)
- Le Jeu des vertus, roman d'un auteur dramatique (1886)
- Louise de Vauvert, le roman du phylloxera (1890)

Poezie
- Poésies complètes (1850-1881) (1881)
- Poésies complètes (1850-1893) (1893)